# بوكيمون تتريس
بوكيمون تتريس (بالإنجليزية: Pokémon Tetris)‏، هي لعبة فيديو مصغرة من نشر شركة نينتندو اليابانية، صدرت في السوق سنة 2002 في اليابان والقارة الأوروبية، وهي تحتوي على لعبة تتريس الشهيرة.